# Бојеви метак (филм)
Бојеви метак (енгл. Full Metal Jacket) је ратна драма Стенлија Кјубрика из 1987. године, заснована на роману Густава Хасфорда The Short-Timers. Енглески наслов филма се односи на врсту муниције коју користи пешадија, чије оловно зрно је пресвучено бакарном кошуљицом. Главне улоге тумаче Метју Модин, Адам Болдвин, Винсент Д'Онофрио, Р. Ли Ерми, Доријан Хервуд, Арлис Хауард, Кевин Мејџор Хауард и Ед О'Рос.
Први део филма приказује сурову обуку америчких маринаца, затим се радња сели у Вијетнам где прати судбине јунака филма током урбане битке за Хуе за време Вијетнамског рата. Егзистенцијална конфузија и тескоба почиње још у кампу за обучавање а кулминира крвавим исходом још пре одласка у Вијетнам.
Филм је приказиван у америчким биоскопима од 26. јуна 1987. године. Добио је позитивне критике од стране критичара, зарадио је преко 46 милиона долара само од приказивања у Америци и номинован је за награду Оскар у категорији за најбољи адаптирани сценарио. Године 2001, Амерички филмски институт сместио је филм на 95. место листе „100 година АФИ-ја... 100 трилера”.

## Радња
Протагониста филма је Џ. Т. Дејвис, звани „Џокер”, члан вода 3092, који почиње обуку за маринце на Парис Ајланду, Јужна Kаролина.
Брутални инструктор, наредник Хартман, почиње оштру индоктринацију нових регрута за маринце. Вијетнамски рат је у пуном замаху, а његов посао је да створи истрениране убице који неће оклевати кад стигне тренутак одлуке. Први део филма говори о физичком и психолошком злостављању регрута Леонарда Лоренса, којем инструктор даје надимак „Гомер Пајл”.
Пајл се од почетка сматра недораслим задатку. Друштвено је непријатан, гојазан и изван форме. Има проблема са физичким захтевима обуке и често не следи наредбе и процедуре. Није јасно да ли је то због тога што му није стало, због тескобе или неинтелигенције. Чини се да његови недостаци лично вређају Хартмана који га кажњава како би дао пример осталима. Хартман на крају задужује Џокера као његова ментора, надајући се да ће он средити Пајла. Током инспекције, Хартман открива недопуштени уштипак у Пајловом сандуку и одлучује да казни цели вод. Након неколико колективних казни, вод искаљује бес на Пајлу изударавши га током ноћи, а у исто време остварују тимску кохезију. Иако се Џокер невољно придружује, очито је да је дирнут Пајловим јецајима.
Следећег јутра, Џокеру постаје јасно да је Пајл мрзовољан и одбачен. Почиње да се одваја од вода, као и из стварности. Његова стрељачка вештина импресионира Хартмана, али забрињава Џокера, јер Пајл се обраћа својој пушки „Шарлин”. При крају обуке, цели вод је придружен пешадији. Последњу ноћ на Парис Ајланду, Џокер је задужен за стражу, током које открива Пајла у тоалету како ставља праве метке у пушку. Уплашен, Џокер покушава да смири Пајла, али не успева, а Пајлова вика привуче Хартмана. Он наређује Пајлу да одложи пушку и одмакне се од ње; погрешно протумачивши наредбу, Пајл убија Хартмана; затим убија себе док га Џокер гледа.
Други део приче одвија се у Вијетнаму, 1968; Џокер, сада наредник, је дописник новина Stars and Stripes и задужен за односе са јавношћу маринаца, док се његов партнер, ратни фотограф звани Рафтерман, спетља са вијетнамском проститутком. Након што Вијетконговци нападају базу маринаца, Џокер први пут искушава битку. Џокер је следећег дана послат на прву линију због ироничног смисла за хумор, а Рафтерман полази са њим надајући се да ће „нешто усликати”.
Џокер се сусреће са „Kаубојем”, својим пријатељом из базе за обуку, који је заменик заповедника вода познатог као јединица Лустог, па им се придружује на патроли кроз град Хуе. Почиње жестока битка у којој гине заповедник Kаубојева вода, након чега заповедништво преузима маринац познат по надимку „Луди Ерл”. Ерл предводи Лустог јединицу кроз уништени део града. Једна од најистакнутијих секвенци у филму је она у којој цели вод појединачно испитује телевизијска екипа, а они изражавају своје мисли о рату.
Јединица поновно одлази у патролу, овај пут северно од Мирисне реке (која дели град Хуе), где се, верује се, скривају непријатељске снаге. Луди Ерл наилази на замку која експлодира и убија га, након чега Kаубој постаје заповедник јединице. Јединица убрзо остаје изгубљена у разрушеном граду, а снајпер рањава двојицу војника, доктора Џеја и „Осмицу”, уз могућност да буде још повређених. Kако јединица одлази да потражи снајперисту, овај убија и Kаубоја. Уз маринце око себе, Kаубој умире у Џокеровим рукама. Користећи дим да прикрију своја кретања, јединица опкољава снајперисту, а „Мајка Животиња” преузима заповедништво над преосталим маринцима. Док се раширују око разрушене зграде, Џокер проналази снајперисту, откривајући да је то заправо млада Вијетнамка. У кључном тренутку му се пушка заглави, а млада Вијетнамка отвора ватру, приковавши Џокера иза стуба што га онемогућава да побегне или узврати. Стиже Рафтерман и погађа снајперисткињу, спасивши Џокера. Док се Џокер, Рафтерман, Мајка Животиња и остатак маринаца окупљају око девојке, она почиње да се моли, а затим замоли маринце да је убију. Џокер и Мајка Животиња почињу да се свађају да ли треба да је оставе да пати и умре полако. На крају, допушта убиство из милости, али само ако то учини Џокер, који је докрајчи након дуге паузе.
Филм се завршава са маринцима који иронично певају песму Mickey Mouse March марширајући у ноћ.

## Улоге
| Глумац              | Улога                                            |
| ------------------- | ------------------------------------------------ |
| Метју Модин         | редов (касније наредник) Џејмс Т. „Џокер” Дејвис |
| Винсент Д'Онофрио   | редов Леонард „Гомер Пајл” Лоренс                |
| Адам Болдвин        | редов „Мајка Животиња”                           |
| Р. Ли Ерми          | артиљеријски наредник Хартман                    |
| Кевин Мејџор Хауард | редов прве класе Рафтерман                       |
| Арлис Хауард        | редов (касније наредник) „Каубој” Еванс          |
| Питер Едмунд        | редов „Грудва” Браун                             |
| Доријан Хервуд      | десетар „Осмица”                                 |
| Ед О'Рос            | поручник Волтер Џ. „Тачдаун” Шиновски            |
| Џон Тери            | поручник Локхарт                                 |
| Кирон Џечинс        | наредник „Луди Ерл”                              |
| Џон Стафорд         | доктор Џеј                                       |
| Тим Колсери         | митраљезац у хеликоптеру                         |